# Krzysztof Łuszczewski
Krzysztof Łuszczewski (ur. 15 czerwca 1962, zm. 20 stycznia 2021 w Warszawie) – polski dziennikarz, dyrektor muzyczny i współzałożyciel Radia Nowy Świat.

## Życiorys
Od 2001 roku był redaktorem naczelnym i dyrektorem muzycznym radia RMI FM (później Planeta FM). W 2009 na krótko był dyrektorem programowym Antyradia. Pod koniec 2009 roku został dyrektorem i redaktorem naczelnym w radiowej Czwórce. W 2010 roku był zaangażowany w powstawanie nowego, strumieniowego serwisu Polskiego Radia moje.polskieradio.pl.
Od 2016 zaangażowany w powstanie i rozwój serwisu Koduj24.pl. W 2020 był jednym z założycieli Radia Nowy Świat, gdzie prowadził również audycję Dźwiękowe kontro-wersje.
Zmarł w wyniku COVID-19.